# Si ça arrivait
If This Goes On—

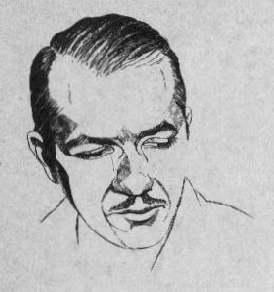
Portrait dessiné de l'auteur, Robert Heinlein en 1953, année de la parution de la version définitive de If This Goes On— dans le recueil Revolt in 2100, troisième volume de la série Histoire du futur.

Si ça arrivait (titre original : If This Goes On—) est un roman court de Robert Heinlein publié pour la première fois dans le magazine Astounding Science Fiction en février 1940 (en 1969 en français par OPTA). Il est revu et complété en 1953 pour être intégrée au recueil Révolte en 2100, le troisième volume de l'édition en français de la série Histoire du futur.
À la WorldCon de 2016, cette histoire se voit attribuer le « Retro Hugo » 1941 du meilleur roman court de l'année 1940.

## Résumé
L'histoire, sous la forme d'un récit à la première personne du protagoniste nommé John Lyle, se déroule en une année non précisée de la fin du XXIe siècle, dans une société américaine théocratique dirigée par le dernier d'une série de « prophètes » chrétiens fondamentalistes. Le premier de ces prophètes avait été Nehemiah Scudder, un prédicateur de l'arrière-pays élu Président des États-Unis en 2012 et devenu dictateur (aucune élection n'aura lieu en 2016, ni après cette date).
John Lyle est un officier subalterne de la garde rapprochée du Prophète, les « Anges », en poste dans la capitale, New Jerusalem. Dévoué, il se voit contraint de remettre en question sa foi lorsqu'il tombe amoureux d'une des Vierges du Prophète, Sœur Judith. Celle-ci, novice dans sa vocation et ses fonctions de Vierge consacrée, s'évanouit lorsqu'elle est appelée à rendre un « service sexuel » au Prophète et se voit confinée dans ses quartiers jusqu'à ce qu'elle soit capable de « voir la lumière ». John se confie à son compagnon de chambrée, beaucoup plus au fait des affaires du monde, Zeb (Zebediah) Jones, qui non seulement n'est pas choqué, mais lui offre son assistance. Une rencontre clandestine avec Judith tourne mal : Zeb et John sont en effet obligés de tuer un espion de la redoutable Inquisition, ce qui ne leur laisse plus d'autre choix que de demander l'aide de la Cabale, un mouvement révolutionnaire clandestin dont fait partie l'amie de Judith, Sœur Magdalene. Les deux hommes sont alors intronisés dans l'organisation, tout en conservant leur poste militaire.
Judith est arrêtée et torturée dans le cadre de l'enquête sur la mort de l'espion, mais John et Zeb parviennent à la sauver, sans pouvoir cependant éviter de laisser des indices suffisants pour que John soit bientôt à son tour arrêté et torturé. Il ne livre toutefois aucun renseignement important et est lui-même secouru par la Cabale. De leur côté, Zeb et Magdalene avaient échappé à l'Inquisition grâce à un signal d'avertissement codé que John était parvenu à laisser à Zeb lors de son arrestation.
Judith est contrainte de fuir au Mexique avant que John ne reprenne conscience. Il se voit ensuite attribuer une fausse identité allant jusqu'à falsifier ses empreintes digitales, afin de pouvoir rejoindre le centre du mouvement révolutionnaire. Il est cependant repéré en chemin, forcé de fuir par les airs et après diverses aventures finit par arriver sain et sauf au quartier général ultra-secret de la Cabale, installé dans une immense caverne souterraine quelque part en Arizona, non loin de la frontière mexicaine. Il découvre que Zeb et Magdalene (désormais désignée par le diminutif de Maggie), qui semblent vivre en couple, y sont arrivés avant lui. Tous trois jouent un rôle important dans l'application du plan des révolutionnaires, John devenant l'assistant de son chef, le général Huxley.

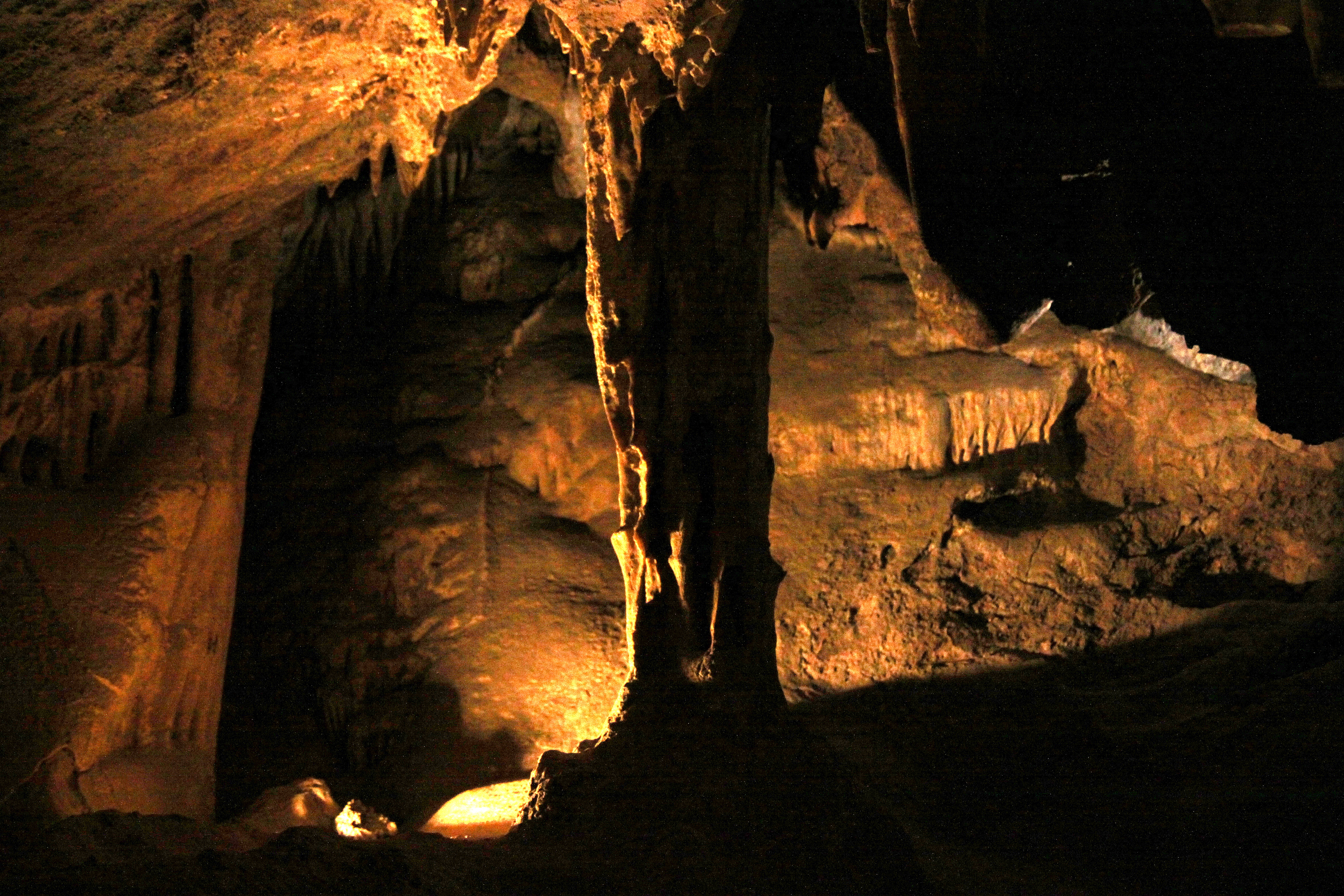
Vue de Colossal Cave en Arizona : le QG de la Cabale est installé dans une caverne semblable.

Alors qu'il travaille là-bas, John reçoit une lettre de rupture (littéralement une Dear John letter) de Judith, l'informant de son mariage imminent avec un Mexicain qu'elle a rencontré au cours de sa fuite. Apprenant que Zeb et Maggie n'ont aucun projet de mariage, il entame alors lui-même une liaison avec Maggie.
Le complot est en grande partie un succès et tout le pays, sauf New Jerusalem, tombe aux mains de la révolution. Mais la capitale doit également être conquise, sous peine de servir de point de ralliement aux loyalistes. Alors même que les discussions en vue d'établir la nouvelle constitution se poursuivent, avec le projet de garantir la plus grande liberté individuelle possible (c'est l'origine du Pacte (Covenant) mentionné dans d'autres ouvrages de Heinlein), les troupes du nouveau régime s'apprêtent pour la prise d'assaut de New Jerusalem, John ayant épousé Maggie peu auparavant.
Pendant le combat, Huxley est blessé et John doit prendre le commandement provisoire, bien qu'en théorie son grade ne l'y autorise pas. C'est finalement lui qui donne les ordres qui amènent à la victoire. Il repasse ensuite le commandement à un général sénior non blessé, et dirige une escouade qui envahit les quartiers privés du Prophète, pour finalement constater que ce dernier vient d'être tué sauvagement par ses propres Vierges.

## Allusions maçonniques
Le vocabulaire dont se sert la Cabale rappelle celui de la franc-maçonnerie, et certains indices laissent penser que les francs-maçons sont l'un des groupes impliqués dans la révolte contre le gouvernement. Heinlein n'était pas lui-même franc-maçon mais avait envisagé dans sa jeunesse d'adhérer à une loge.

## Réception et critiques
Damon Knight écrit à propos de ce court roman:
« La révolution... a toujours été l'un thèmes favoris de la science-fiction. C'est romantique, c'est fiable, et - en général - c'est aussi à côté de la plaque qu'une princesse martienne. Qui, à part Heinlein qui entre ici dans les détails, a jamais pointé le fait qu'une révolution moderne est une grosse affaire ? Et qui d'autre que lui aurait vu que les sociétés secrètes organisées en confréries, qui ont été pendant trente ans comme les fesses de l'humour américain distingué, constitueraient le noyau parfait de la résistance souterraine des américains contre la tyrannie ? »
« Revolution...has always been a favorite theme in science fiction. It's romantic, it's reliable, and—as a rule—it's as phony as a Martian princess. Who but Heinlein ever pointed out, as he does here in detail, that a modern revolution is big business? And who but Heinlein would have seen that fraternal organizations, for thirty years the butt of highbrow American humor, would make the perfect nucleus for an American underground against tyranny? »

## Connexions avec d'autres œuvres de Heinlein
Bien qu'intégré par Heinlein à son Histoire du futur, ce récit particulier est autonome, n'ayant que peu de liens avec les autres œuvres de la série. Cependant, il est précisé dans Les Enfants de Mathusalem que durant la période couverte dans Si ça arrivait, le secret des familles du clan Howard a été strictement gardé car se situant au-delà du pouvoir de confiscation du Prophète et aussi que la Cabale a aidé les Howard à maintenir ce qu'ils appelèrent leur « Mascarade », c'est-à-dire la dissimulation de leur existence. Il y est d'autre part spécifiquement indiqué que c'est principalement sur Vénus que Lazarus Long a passé la période de l'interrègne pendant laquelle les Prophètes dirigeaient les États-Unis et que les voyages dans l'espace étaient interdits.
L'histoire décrit également le début des négociations qui allaient mener à l'Alliance, la base de gouvernement quelque peu idéalisée décrite dans Coventry, Misfit, et Les Enfants de Mathusalem.
Scudder est déjà mentionné en passant dans La Logique de l'Empire et plus tard dans le dernier roman de Heinlein Au-delà du crépuscule. Un projet d'histoire sur l'ascension de Scudder, qui se serait intitulé The Sound of His Wings (Le Bruit de ses ailes), figure dans la chronologie de l'Histoire du futur, mais n'a finalement jamais été écrite par Heinlein, qui déclare dans la postface de Révolte en 2100 : « Non, je n'écrirai probablement jamais l'histoire de Nehemiah Scudder ; je le déteste trop radicalement » (« No, I probably never will write the story of Nehemiah Scudder; I dislike him too thoroughly »). De même, une histoire intitulée The Stone Pillow (L'Oreiller de pierre), qui aurait décrit l'opposition à la théocratie dans la société, n'a jamais été écrite, Heinlein faisant remarquer qu'il y avait déjà « trop de tragédie dans la vie réelle ».
La version originale de 1940 de If This Goes On- a été considérée comme le premier véritable roman de Heinlein, jusqu'à ce que l'œuvre inédite For Us, the Living : A Comedy of Customs (Pour nous les vivants : une comédie de mœurs) soit découverte en 2003. Cependant, dans le précédent roman inédit Scudder, bien qu'il soit sur le point de prendre le pouvoir, est arrêté au dernier moment par la mobilisation des libertaires.
Ward Carson a écrit à propos de cette œuvre : « Dans For Us, the Living, la colonisation de l'espace attend la fin du XXIe siècle et Scudder est vaincu ; dans L'Histoire du futur, cela se produit un siècle plus tôt et Scudder prend le contrôle des États-Unis. Heinlein n'a fait aucune remarque explicite à ce sujet, mais un lien de cause à effet peut être établi : dans l'Histoire du futur, des Américains audacieux et individualistes ont émigré dans l'espace à la fin du XXe siècle, et ne sont donc pas présents en Amérique pour empêcher celle-ci de tomber aux mains des fanatiques ».

## Éditions en français
- dans Histoire du futur (Tome 2),  OPTA, coll. Club du livre d'anticipation no 16, 1969.
- dans Histoire du futur (Tome 2), Révolte en 2100, sous le titre Si ça arrivait..., Presses-Pocket/Pocket, coll. Science-fiction no 5076, 1980 (rééd. 1987)
- dans Histoire du futur (Tome III), Révolte en 2100, sous le titre « Si ça continue... », Gallimard, coll. Folio SF no 209, 2005.